# Галяно дел Капо
Галя̀но дел Ка̀по (на италиански: Gagliano del Capo, на местен диалект Gajànu, Гаяну) е градче и община в Южна Италия, провинция Лече, регион Пулия. Разположено е на 162 m надморска височина. Населението на общината е 15 777 души (към 2011 г.).